# Григорій VI
Григорій VI (лат. Gregorius; Рим, Папська держава — 1048, Кельн, Священна Римська імперія) — сто сорок восьмий папа Римський (1 травня 1045 — 20 грудня 1046).
Народився у Римі, хрещений батько майбутнього папи Бенедикта IX. Став папою після зречення свого хрещеника, який мав намір одружитися. Вважається, що Григорій VI сплатив Бенедикту IX значну суму грошей за його зречення. Водночас, місцева знать бажала бачити папою Сильвестра III.
Після цього імператор Генріх III втрутився у церковні справи, скликав синод у Сутрі, який позбавив влади обох пап та обрав нового понтифіка Климента II. Григорій VI був висланий до Німеччини, де і помер.